# Jetis (Nusawungu)
Jetis is een bestuurslaag in het regentschap Cilacap van de provincie Midden-Java, Indonesië. Jetis telt 6930 inwoners (volkstelling 2010).